# Albumy numer jeden w roku 2008 (Węgry)
Rok 2008 był dziewiętnastym, w którym funkcjonowała lista najlepiej sprzedających się albumów na Węgrzech, Top 40 album- és válogatáslemez-lista.

## Historia notowania
| Data publikacji | Album                                           | Wykonawca                       | Źródło |
| --------------- | ----------------------------------------------- | ------------------------------- | ------ |
| 31 grudnia      | Olyan mint te                                   | Adrien Szekeres                 | [ 1 ]  |
| 7 stycznia      | High School Musical 2                           | musical                         | [ 2 ]  |
| 14 stycznia     | Ha egy férfi igazán szeret                      | Tibor Kasza                     | [ 3 ]  |
| 21 stycznia     | Ha egy férfi igazán szeret                      | Tibor Kasza                     | [ 4 ]  |
| 28 stycznia     | Ha egy férfi igazán szeret                      | Tibor Kasza                     | [ 5 ]  |
| 4 lutego        | Ha egy férfi igazán szeret                      | Tibor Kasza                     | [ 6 ]  |
| 11 lutego       | Ha egy férfi igazán szeret                      | Tibor Kasza                     | [ 7 ]  |
| 18 lutego       | Boldogság, gyere haza                           | Andrea Szulák                   | [ 8 ]  |
| 25 lutego       | Ha egy férfi igazán szeret                      | Tibor Kasza                     | [ 9 ]  |
| 3 marca         | Aranylemez                                      | Road                            | [ 10 ] |
| 10 marca        | Aranylemez                                      | Road                            | [ 11 ] |
| 17 marca        | Musical duett                                   | Zoltán Bereczki i Dóra Szinetár | [ 12 ] |
| 24 marca        | Az eredeti gengszter                            | Dopeman                         | [ 13 ] |
| 31 marca        | Olasz szerelem                                  | Attila Dolhai                   | [ 14 ] |
| 7 kwietnia      | Musical duett                                   | Zoltán Bereczki i Dóra Szinetár | [ 15 ] |
| 14 kwietnia     | Musical duett 2.                                | Zoltán Bereczki i Dóra Szinetár | [ 16 ] |
| 21 kwietnia     | Musical duett 2.                                | Zoltán Bereczki i Dóra Szinetár | [ 17 ] |
| 28 kwietnia     | Musical duett 2.                                | Zoltán Bereczki i Dóra Szinetár | [ 18 ] |
| 5 maja          | Musical duett 2.                                | Zoltán Bereczki i Dóra Szinetár | [ 19 ] |
| 12 maja         | Musical duett 2.                                | Zoltán Bereczki i Dóra Szinetár | [ 20 ] |
| 19 maja         | Hatvan csapás                                   | Gyula Bill Deák                 | [ 21 ] |
| 26 maja         | Hatvan csapás                                   | Gyula Bill Deák                 | [ 22 ] |
| 2 czerwca       | Hatvan csapás                                   | Gyula Bill Deák                 | [ 23 ] |
| 9 czerwca       | Hatvan csapás                                   | Gyula Bill Deák                 | [ 24 ] |
| 16 czerwca      | 25. éves jubileumi album a Társulat előadásában | István, a király                | [ 25 ] |
| 23 czerwca      | 25. éves jubileumi album a Társulat előadásában | István, a király                | [ 26 ] |
| 30 czerwca      | 25. éves jubileumi album a Társulat előadásában | István, a király                | [ 27 ] |
| 7 lipca         | Királyi duettek                                 | Jimmy Zámbó                     | [ 28 ] |
| 14 lipca        | Mamma Mia!                                      | muzyka filmowa                  | [ 29 ] |
| 21 lipca        | Mamma Mia!                                      | muzyka filmowa                  | [ 30 ] |
| 28 lipca        | Mamma Mia!                                      | muzyka filmowa                  | [ 31 ] |
| 4 sierpnia      | Mamma Mia!                                      | muzyka filmowa                  | [ 32 ] |
| 11 sierpnia     | Mamma Mia!                                      | muzyka filmowa                  | [ 33 ] |
| 18 sierpnia     | Mamma Mia!                                      | muzyka filmowa                  | [ 34 ] |
| 25 sierpnia     | Mamma Mia!                                      | muzyka filmowa                  | [ 35 ] |
| 1 września      | Mamma Mia!                                      | muzyka filmowa                  | [ 36 ] |
| 8 września      | Mamma Mia!                                      | muzyka filmowa                  | [ 37 ] |
| 15 września     | Mamma Mia!                                      | muzyka filmowa                  | [ 38 ] |
| 22 września     | Mamma Mia!                                      | muzyka filmowa                  | [ 39 ] |
| 29 września     | Mamma Mia!                                      | muzyka filmowa                  | [ 40 ] |
| 6 października  | Mamma Mia!                                      | muzyka filmowa                  | [ 41 ] |
| 13 października | Mamma Mia!                                      | muzyka filmowa                  | [ 42 ] |
| 20 października | Black Ice                                       | AC/DC                           | [ 43 ] |
| 27 października | Egy szerelem története                          | Attila Dolhai                   | [ 44 ] |
| 3 listopada     | Black Ice                                       | AC/DC                           | [ 45 ] |
| 10 listopada    | Mamma Mia!                                      | muzyka filmowa                  | [ 46 ] |
| 17 listopada    | High School Musical 3                           | musical                         | [ 47 ] |
| 24 listopada    | High School Musical 3                           | musical                         | [ 48 ] |
| 1 grudnia       | Mamma Mia!                                      | muzyka filmowa                  | [ 49 ] |
| 8 grudnia       | Mamma Mia!                                      | muzyka filmowa                  | [ 50 ] |
| 15 grudnia      | Mamma Mia!                                      | muzyka filmowa                  | [ 51 ] |
| 22 grudnia      | Mamma Mia!                                      | muzyka filmowa                  | [ 52 ] |